# Hausen am Tann
Pour les articles homonymes, voir Hausen.
Hausen am Tann est une commune de Bade-Wurtemberg (Allemagne), située dans l'arrondissement de Zollernalb, dans la région Neckar-Alb, dans le district de Tübingen.